# Broiler (DJ-Duo)

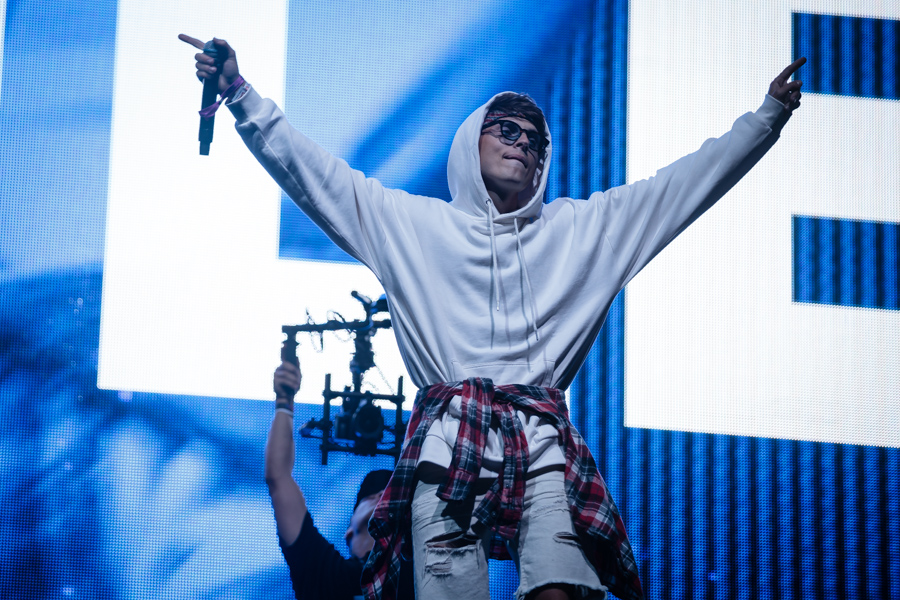
Broiler (2018)

Broiler (bis 2013 DJ Broiler) ist ein norwegisches DJ-Duo aus Drammen.

## Biografie
Der erste Erfolg der beiden Jugendfreunde Mikkel Christiansen (* 1992) und Simen Auke (* 1991) war im Dezember 2012 die Partynummer Afterski. Zum Jahreswechsel erreichte sie in den norwegischen Charts Platz 3. Im Frühsommer des folgenden Jahres knüpften sie an den Hit an und nannten ihr nächstes Lied Vannski, was Wasserski bedeutet. Innerhalb von drei Wochen stieg der Song auf Platz eins der Charts.
Nach einem weiteren Singleerfolg zusammen mit den Eliassen-Brüdern und dem Lied En gang til folgte im November die dritte Top-5-Single Bonski zusammen mit dem Debütalbum The Beginning, das es bis auf Platz 6 brachte und sich viele Monate in den Charts hielt.
Nach der Veröffentlichung verkürzten die beiden ihren Namen, sie nannten sich nur noch Broiler und brachten noch im selben Jahr eine EP mit sechs neuen Titeln heraus. Episode 1 und daraus das Lied Colors waren weitere Charthits.
Im November 2014 veröffentlichte das DJ-Duo die Single Wild Eyes, für die sie sich die Sängerin Ravvel dazugeholt hatten. Das Lied stieg auf Platz 4 ein und wurde eine Woche später der zweite Nummer-eins-Hit von Broiler.

## Mitglieder
- Simen Auke
- Mikkel Christiansen

## Diskografie

### Studioalben
| Jahr | Titel         | Höchstplatzierung, Gesamtwochen, AuszeichnungChartsChartplatzierungen (Jahr, Titel, Platzierungen, Wochen, Auszeichnungen, Anmerkungen) | Anmerkungen                                           |
| Jahr | Titel         | NO | Anmerkungen                                           |
| ---- | ------------- | --- | ----------------------------------------------------- |
| 2013 | The Beginning | NO6 (48 Wo.)NO | Erstveröffentlichung: 4. November 2013 als DJ Broiler |

### EPs
| Jahr | Titel     | Höchstplatzierung, Gesamtwochen, AuszeichnungChartsChartplatzierungen (Jahr, Titel, Platzierungen, Wochen, Auszeichnungen, Anmerkungen) | Anmerkungen                            |
| Jahr | Titel     | NO | Anmerkungen                            |
| ---- | --------- | --- | -------------------------------------- |
| 2013 | Episode 1 | NO13 (12 Wo.)NO | Erstveröffentlichung: 4. November 2013 |

### Singles
| Jahr | Titel Album                              | Höchstplatzierung, Gesamtwochen, AuszeichnungChartplatzierungen (Jahr, Titel, Album, Platzierungen, Wochen, Auszeichnungen, Anmerkungen) | Höchstplatzierung, Gesamtwochen, AuszeichnungChartplatzierungen (Jahr, Titel, Album, Platzierungen, Wochen, Auszeichnungen, Anmerkungen) | Anmerkungen                                                          |
| Jahr | Titel Album                              | NO | AT | Anmerkungen                                                          |
| ---- | ---------------------------------------- | --- | --- | -------------------------------------------------------------------- |
| 2012 | Afterski The Beginning                   | NO3 (18 Wo.)NO | — | Erstveröffentlichung: 15. November 2012 als DJ Broiler               |
| 2013 | Vannski The Beginning                    | NO1 Platin · (18 Wo.)NO | — | Erstveröffentlichung: 16. Mai 2013 als DJ Broiler                    |
| 2013 | En gang til The Beginning                | NO8 ×7Siebenfachplatin · (10 Wo.)NO | — | Erstveröffentlichung: 20. Juni 2013 mit Sirkus Eliassen              |
| 2013 | Bonski The Beginning                     | NO5 (9 Wo.)NO | — | Erstveröffentlichung: 4. November 2013 als DJ Broiler                |
| 2013 | Colors Episode 1                         | NO18 (1 Wo.)NO | — | Erstveröffentlichung: 29. November 2013                              |
| 2014 | Rays of Light –                          | NO11 ×3Dreifachplatin · (12 Wo.)NO | — | Erstveröffentlichung: 9. Juni 2014                                   |
| 2014 | Wild Eyes –                              | NO1 ×3Dreifachplatin · (22 Wo.)NO | AT70 (2 Wo.)AT | Erstveröffentlichung: 10. November 2014 feat. Ravvel                 |
| 2014 | For You –                                | NO21 Platin · (10 Wo.)NO | — | Erstveröffentlichung: 26. November 2014 feat. Anna Bergendahl        |
| 2015 | Fly by Night –                           | NO4 (10 Wo.)NO | — | Erstveröffentlichung: 14. August 2015 feat. Tish Hyman               |
| 2016 | Money –                                  | NO3 (11 Wo.)NO | — | Erstveröffentlichung: 26. Februar 2016 feat. Bekuh Boom              |
| 2016 | Lay It on Me –                           | NO2 ×2Doppelplatin · (21 Wo.)NO | — | Erstveröffentlichung: 8. April 2016 mit Ina Wroldsen                 |
| 2016 | Daydream –                               | NO19 (6 Wo.)NO | — | Erstveröffentlichung: 16. Mai 2016                                   |
| 2017 | Amazing –                                | NO19 (9 Wo.)NO | — | Erstveröffentlichung: 10. März 2017 feat. Kurt Nilsen                |
| 2017 | Undercover –                             | NO31 (2 Wo.)NO | — | Erstveröffentlichung: 9. Juni 2017 feat. Voli                        |
| 2018 | Mirror –                                 | NO28 (6 Wo.)NO | — | Erstveröffentlichung: 9. März 2018                                   |
| 2018 | A Little Longer –                        | NO28 Platin · (4 Wo.)NO | — | Erstveröffentlichung: 27. April 2018                                 |
| 2019 | Do It –                                  | NO12 (10 Wo.)NO | — | Erstveröffentlichung: 5. April 2019                                  |
| 2021 | All My Friends –                         | NO34 (2 Wo.)NO | — | Erstveröffentlichung: 11. Juni 2021                                  |
| 2021 | The Way Our Story Goes –                 | NO18 (15 Wo.)NO | — | Erstveröffentlichung: 9. Juli 2021 featuring Money for Nothing       |
| 2021 | I Got No One –                           | NO30 (1 Wo.)NO | — | Erstveröffentlichung: 8. Oktober 2021                                |
| 2022 | OMG –                                    | NO5 ×2Doppelplatin · (19 Wo.)NO | — | Erstveröffentlichung: 10. Juni 2022 mit Sofiloud                     |
| 2022 | BAP –                                    | NO5 ×2Doppelplatin · (17 Wo.)NO | — | Erstveröffentlichung: 29. Juli 2022 mit Kamelen & Emma Steinbakken   |
| 2022 | Åtta shots –                             | NO2 (14 Wo.)NO | — | Erstveröffentlichung: 19. August 2022 mit ODZ                        |
| 2022 | Oh No –                                  | NO10 Gold · (2 Wo.)NO | — | Erstveröffentlichung: 21. Oktober 2022 mit Caden                     |
| 2022 | Det eneste jeg vil er å ha det fett –    | NO6 (13 Wo.)NO | — | Erstveröffentlichung: 25. Dezember 2022 mit PandaPanda               |
| 2023 | Rain –                                   | NO32 (1 Wo.)NO | — | Erstveröffentlichung: 27. Januar 2023 mit Tessa Odden                |
| 2023 | 1 –                                      | NO1 Platin · (10 Wo.)NO | — | Erstveröffentlichung: 31. März 2023 mit Hjorterud Allé               |
| 2023 | 02:57 –                                  | NO40 (1 Wo.)NO | — | Erstveröffentlichung: 2023                                           |
| 2023 | Idiot –                                  | NO13 (9 Wo.)NO | — | Erstveröffentlichung: 26. Mai 2023 featuring PandaPanda              |
| 2024 | Når du slår ut håret blir jeg slått ut – | NO1 (… Wo.)NO | — | Erstveröffentlichung: 12. Januar 2024 mit Beathoven                  |
| 2024 | Mujaffa –                                | NO4 (… Wo.)NO | — | Erstveröffentlichung: 23. Februar 2024 mit Kamelen                   |
| 2025 | Dumme Boys –                             | NO11 (5 Wo.)NO | — | Erstveröffentlichung: 21. März 2025 mit Stig Brenner & Arif Murakami |
| 2025 | Kjendisfest –                            | NO24 (2 Wo.)NO | — | Erstveröffentlichung: 4. April 2025 mit Kamelen                      |
| 2025 | Opp og nikke –                           | NO58 (1 Wo.)NO | — | Erstveröffentlichung: 11. April 2025 mit Bell & Bargee               |

Weitere Singles
- 2013: En gang til (als DJ Broiler mit Sirkus Eliassen)
- 2017: Goodbye to Love (mit Nico Santos)

### Remixe
| Jahr | Titel Album                           | Höchstplatzierung, Gesamtwochen, AuszeichnungChartsChartplatzierungen (Jahr, Titel, Album, Platzierungen, Wochen, Auszeichnungen, Anmerkungen) | Anmerkungen                                           |
| Jahr | Titel Album                           | NO | Anmerkungen                                           |
| ---- | ------------------------------------- | --- | ----------------------------------------------------- |
| 2015 | Shots (Broiler Remix) Smoke + Mirrors | NO3 (28 Wo.)NO | Erstveröffentlichung: 4. Mai 2015 von Imagine Dragons |
| 2015 | It’s You (Broiler Remix) –            | NO10 (15 Wo.)NO | Erstveröffentlichung: 29. April 2015 von Syn Cole     |
| 2015 | I Can’t Say No (Broiler Remix) –      | NO14 (13 Wo.)NO | Erstveröffentlichung: 21. August 2015 von Lea Rue     |

## Auszeichnungen für Musikverkäufe
| Goldene Schallplatte - Schweden - 2015: für die Single Rays of Light |

Anmerkung: Auszeichnungen in Ländern aus den Charttabellen bzw. Chartboxen sind in ebendiesen zu finden.
| Land/RegionAuszeichnungen für Musikverkäufe (Land/Region, Auszeichnungen, Verkäufe, Quellen) | Gold     | Platin       | Verkäufe | Quellen         |
| -------------------------------------------------------------------------------------------- | -------- | ------------ | -------- | --------------- |
| Norwegen (IFPI)                                                                              | Gold1    | 23× Platin23 | 830.000  | ifpi.no         |
| Schweden (IFPI)                                                                              | Gold1    | —            | 20.000   | Einzelnachweise |
| Insgesamt                                                                                    | 2× Gold2 | 23× Platin23 |          |                 |